# Because of You
«Because of You» (en español: «Debido a ti») es una canción interpretada por la cantautora estadounidense Kelly Clarkson, tomado de su segundo álbum de estudio Breakaway (2004). La power ballad fue escrita por Clarkson, coescrita por Ben Moody y David Hodges, exintegrantes de Evanescence, producida por Hodges y coproducida por Moody. La compañía discográfica RCA Records la publicó el 16 de agosto de 2005 como el tercer sencillo de dicho álbum. Según Nielsen SoundScan, hasta marzo de 2013, el sencillo vendió 1 803 000 descargas en los Estados Unidos.

## Autoría e inspiración
"Because of You" es una de las canciones más personales de Clarkson porque ella originalmente escribió la canción cuando tenía dieciséis para tratar con su dolor emocional en ese tiempo. Clarkson ha indicado que aunque haya superado el dolor, todavía puede relacionarse con el dolor de "Because of You". Era un dolor muy profundo para ella.
Años después, cuando Clarkson conoce a Hodges y Moody, les pide que escriban canciones con ella. Clarkson pregunta si ellos la pueden ayudar a pulir "Because of You" para el álbum Breakaway, pero dijo que entendería si a ellos no les guste la canción y quisieran escribir otra con ella. En cambio, Hodges y Moody quedaron impresionados con la canción, y junto con Clarkson pulieron la canción a su forma final. En este himno autobiográfico, Clarkson lamenta sus problemas familiares.
Clarkson dijo que ofreció "Because of You" para su primer álbum, Thankful, pero que a la disquera no le gustó. También pidió que apareciera en su segundo álbum y su disquera quiso lanzar la canción. "Because of You" le dio a Clarkson el premio de "Mejor Canción del Año" del ASCAP ( Sociedad Americana de Compositores, Autores, y Editores).

## Video musical
El video musical trata sobre conflictos que vivió la propia Kelly y la forma en que no quisiera volver a repetirlos.
El vídeo comienza con Kelly peleando con su pareja. Cuando éste va a lanzar un porta retratos contra la pared, el tiempo se detiene. Kelly es guiada por una pequeña Kelly por sus memorias, viendo cómo era su padre con ella de pequeña y que al final, al abandonar a la niña, ésta sufre mucho. Siguen viendo sus recuerdos y ella se da cuenta de todo. Kelly decide no cometer el mismo error que su padre y al volver a avanzar el tiempo, se disculpa con su esposo. Después de abrazarse, se ve en el marco de la puerta una niña, su hija, y que la salvaron de sufrir lo mismo que ella al no cometer el mismo error.

## Interpretación en los Grammy Awards
Clarkson tuvo su sueño de cantar algún día en los Premios Grammy, lo que se hizo realidad el 8 de febrero de 2006 cuando cantó "Because of You" en vivo, además de ser su gran noche, ganando dos premios Grammy.

## Otras versiones
Clarkson cantó con Reba McEntire una versión country de "Because of You" en los "Premios de la Academia de Música Country" el 15 de mayo de 2007. Esta versión fue el primer sencillo del nuevo álbum de McEntire "Duets" (Duetos), que salió en septiembre del 2007. El video musical debutó el 20 de junio de 2007. Esta versión llegó al puesto #2 en los Billboard Hot Country Songs y llegó a la posición #50 en el Billboard Hot 100.

## Lista de canciones
| - CD sencillo 1. «Because of You» (Álbum Versión) - 3:40 2. «Since U Been Gone» - 3:21 3. «Because of You» (Jason Nevins Radio Edit) - 3:58 4. «Because of You» - 3:40 - Dance Vault Mixes 1. «Because of You» (Jason Nevins Radio) - 3:40 2. «Because of You» (Jason Nevins Club Mix) - 6:24 3. «Because of You» (Jason Nevins Club With Intro Breakdown) - 6:22 4. «Because of You» (Jason Nevins Dub) - 7:53 5. «Because of You» (Jason Nevins Club Instrumental) - 6:24 6. «Because of You» (Jason Nevins Radio Instrumental) - 3:58 7. «Because of You» (Jason Nevins Remix - Versión acústica sin cuerdas) - 3:51 8. «Because of You» (Jason Nevins Acoustic) - 3:50 9. «Because of You» (Jason Nevins A capela) - 3:54 | - Remixes CD sencillo 1. «Because of You» (Bermúdez & Griffin Radio Mix) - 4:04 2. «Because of You» (Bermúdez & Griffin Club Mix) - 7:35 3. «Because of You» (Bermúdez & Griffin Ultimix) - 5:23 4. «Because of You» (Bermúdez & Griffin Tribe-a-Pella) - 5:24 5. «Because of You» (Bermúdez & Griffin Club Mix Instrumental) - 7:35 6. «Because of You» (Bermúdez & Griffin Ultimix Instrumental) - 5:23 7. «Because of You» (Bermúdez & Griffin Bonus Beats) - 3:36 8. «Because of You» (Bermúdez & Griffin Radio Mix Instrumental) - 4:01 9. «Because of You» - 3:40 |

## Posicionamiento en listas
| Listas (2005–2006)                    | Máxima posición |
| ------------------------------------- | --------------- |
| Alemania (Offizielle Deutsche Charts) | 4               |
| Australia (ARIA)                      | 4               |
| Austria (Ö3 Austria Top 40)           | 3               |
| Bélgica (Flandes) (Ultratop 50)       | 5               |
| Bélgica (Valonia) (Ultratop 50)       | 16              |
| Canadá (Canadian Hot 100)             | 2               |
| Dinamarca (Airplay danés)             | 1               |
| Eslovaquia (Rádio Top 100)            | 75              |
| Estados Unidos (Billboard Hot 100)    | 7               |
| Estados Unidos (Mainstream Top 40)    | 1               |
| Estados Unidos (Hot Dance Club Songs) | 24              |
| European Hot 100                      | 1               |
| Francia (SNEP)                        | 13              |
| Hungría (Rádiós Top 40)               | 2               |
| Irlanda (IRMA)                        | 5               |
| Nueva Zelanda (Recorded Music NZ)     | 19              |
| Noruega (VG-lista)                    | 5               |
| Países Bajos (Mega Single Top 100)    | 1               |
| Reino Unido (UK Singles Chart)        | 7               |
| República Checa (Rádio Top 100)       | 13              |
| Suecia (Sverigetopplistan)            | 30              |
| Suiza (Schweizer Hitparade)           | 1               |

| Listas (2005)                                | Posiciones |
| -------------------------------------------- | ---------- |
| Estados Unidos 'Billboard Hot 100            | 72         |
| Estados Unidos Adult Top 40 (Billboard)      | 69         |
| Estados Unidos Mainstream Top 40 (Billboard) | 33         |
| Países Bajos (Dutch Top 40)                  | 258        |
| Reino Unido Singles (OCC)                    | 103        |

| Listas (2006)                    | Posiciones |
| -------------------------------- | ---------- |
| Alemania (Singles Chart)         | 19         |
| Australia (Singles Chart)        | 58         |
| Austria (Singles Chart)          | 19         |
| Bélgica Singles Chart (Flanders) | 48         |
| Bélgica Singles Chart (Wallonia) | 22         |
| Estados Unidos Billboard Hot 100 | 39         |
| Hungría (Airplay Chart)          | 11         |
| Países Bajos (Dutch Top 40)      | 55         |
| Países Bajos (Dutch Top 100)     | 9          |
| Reino Unido (Singles Chart)      | 3          |
| Suiza (Singles Chart)            | 8          |

### Certificaciones
| País           | Organismo certificador | Certificación | Ventas certificadas | Ref.   |
| -------------- | ---------------------- | ------------- | ------------------- | ------ |
| Alemania       | (BVMI)                 | Oro           | 150 000             | [ 43 ] |
| Australia      | (ARIA)                 | Oro           | 35 000              | [ 44 ] |
| Brasil         | (PMB)                  | Platino       | 60 ,000             | [ 45 ] |
| Dinamarca      | (IFPI Dinamarca)       | Oro           | 90,000              | [ 46 ] |
| Estados Unidos | (RIAA)                 | Platino       | 2,000 ,000          | [ 47 ] |
| Reino Unido    | (BPI)                  | 2× Platino    | 1,200,000           | [ 48 ] |